# Antonio Rodríguez Onofre

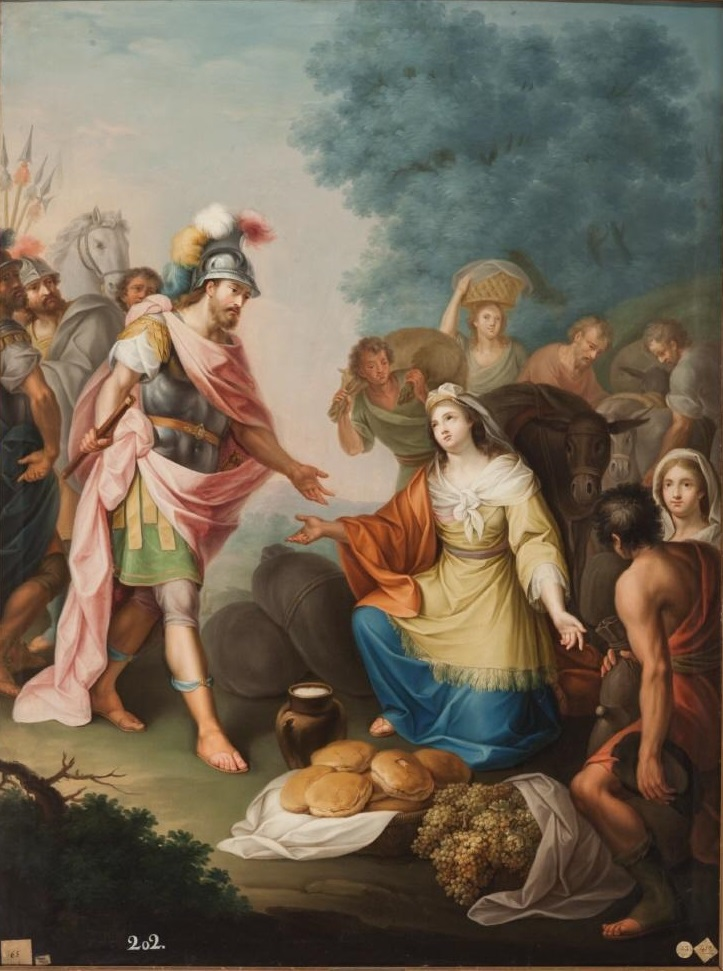
La prudente Abigail, 1795, óleo sobre lienzo, 168 x 126 cm, Madrid, Real Academia de Bellas Artes de San Fernando.

Antonio Rodríguez Onofre (Valencia, 1765–Madrid, ca. 1825) fue un dibujante y pintor español que ha dejado una interesante obra documental grabada y publicada por sus dibujos en los primeros años del siglo XIX con colecciones de indumentaria de la época.

## Biografía
Hijo del conserje de la Real Academia de Bellas Artes de San Carlos de Valencia, inició en ella sus estudios de pintura, obteniendo en 1786 el premio de primera clase de pintura. El mismo año se trasladó a Madrid para continuar sus estudios en la Real Academia de Bellas Artes de San Fernando. En 1790 obtuvo en esta institución el segundo premio del concurso general tras Vicente López Portaña y en 1795 fue admitido como académico de mérito por la pintura tras presentar el lienzo Abigail, mujer de Naval, se presenta a David con provisiones y víveres y se los ofrece para socorrer la escasez que padecía el ejército (La prudente Abigail, Real Academia de Bellas Artes de San Fernando).
Aunque él no fuese grabador, con Francisco de Paula Martí, José Vázquez, Manuel Albuerne y Pedro Vicente Rodríguez formó una asociación privada de dibujantes y grabadores que entre 1799 y 1804 se encargó de publicar la Colección general de trages de todo el mundo descubierto, según se usan en la actualidad, a la que siguió la que quizá sea su obra más conocida, la Colección General de los Trages que en la actualidad se usan en España. Principiada en el año 1801 (según la edición de la Librería de Castillo, 1801). Compuesta de 112 grabados calcográficos, está dedicada a tipos regionales, con un pie de dibujo que define la estampa con algún refrán o frase popular. Tres álbumes con trescientos ochenta y ocho dibujos preparatorios de ambas series se conservan desde 2019 en el Gabinete de Dibujos, Estampas y Fotografías del Museo del Prado.
Otra colección interesante es Tipos y modas de Madrid en 1801, dedicada a la vestimenta usada en la capital de España al inicio del siglo XIX, reuniendo tipos madrileños muy variados, desde elegantes damas y caballeros hasta humildes menestrales y mendigos de ambos sexos. Las 38 estampas de la primera edición se vieron ampliadas por otras catorce estampas sueltas, que probablemente formaron parte de una serie que quedó inacabada. Otro trabajo similar publicado en 1804 fue Modas de Madrid.

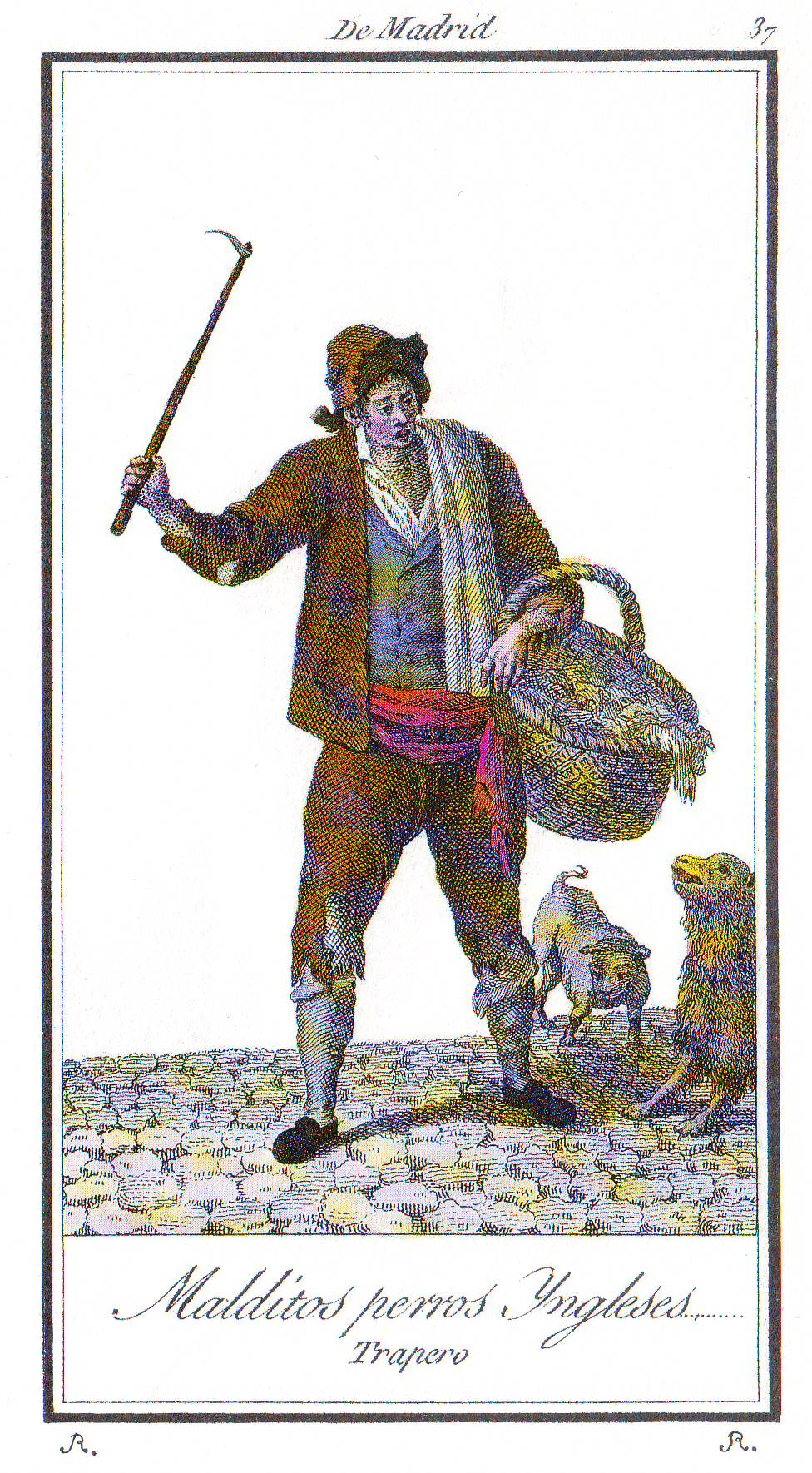
El trapero
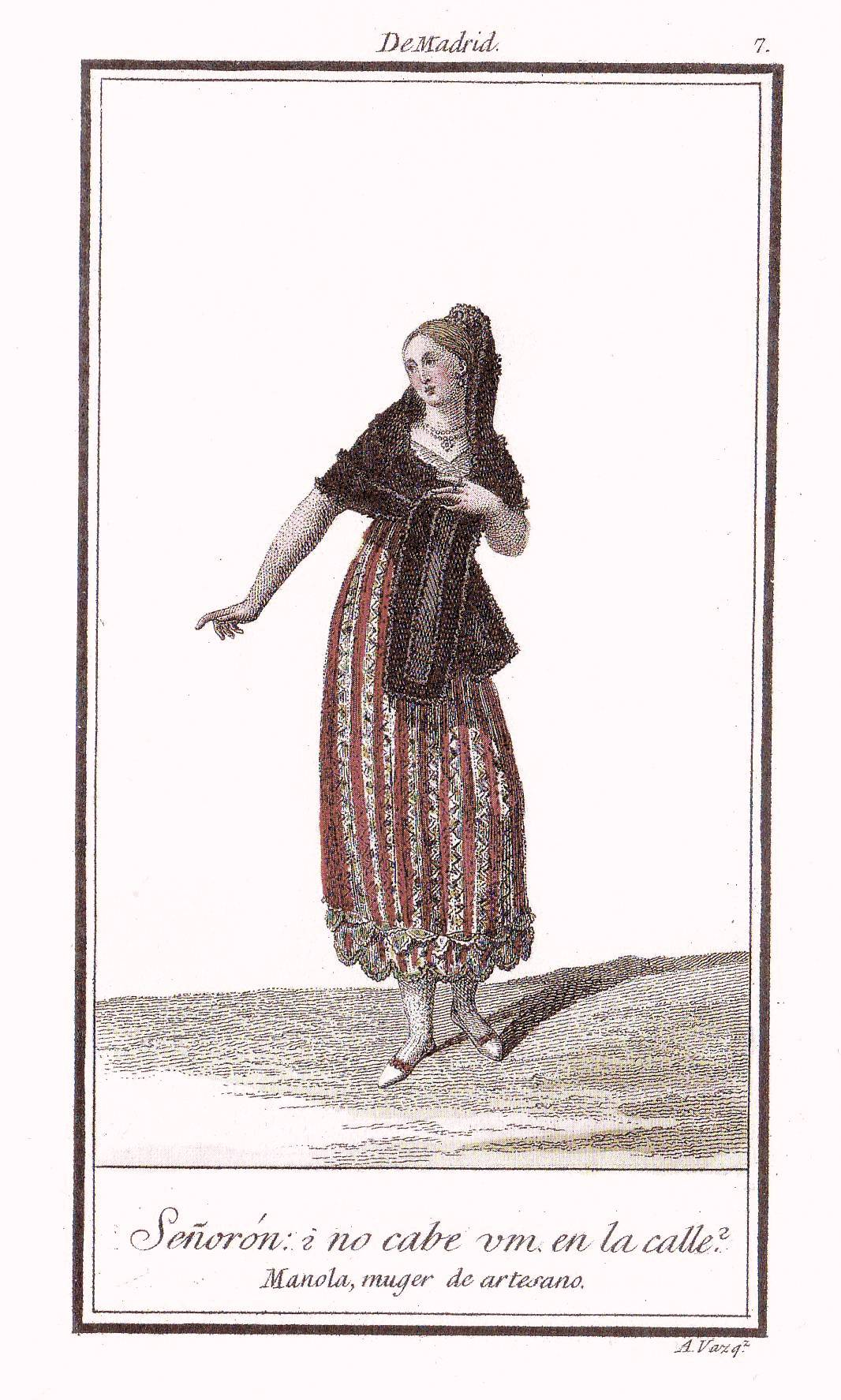
La manola
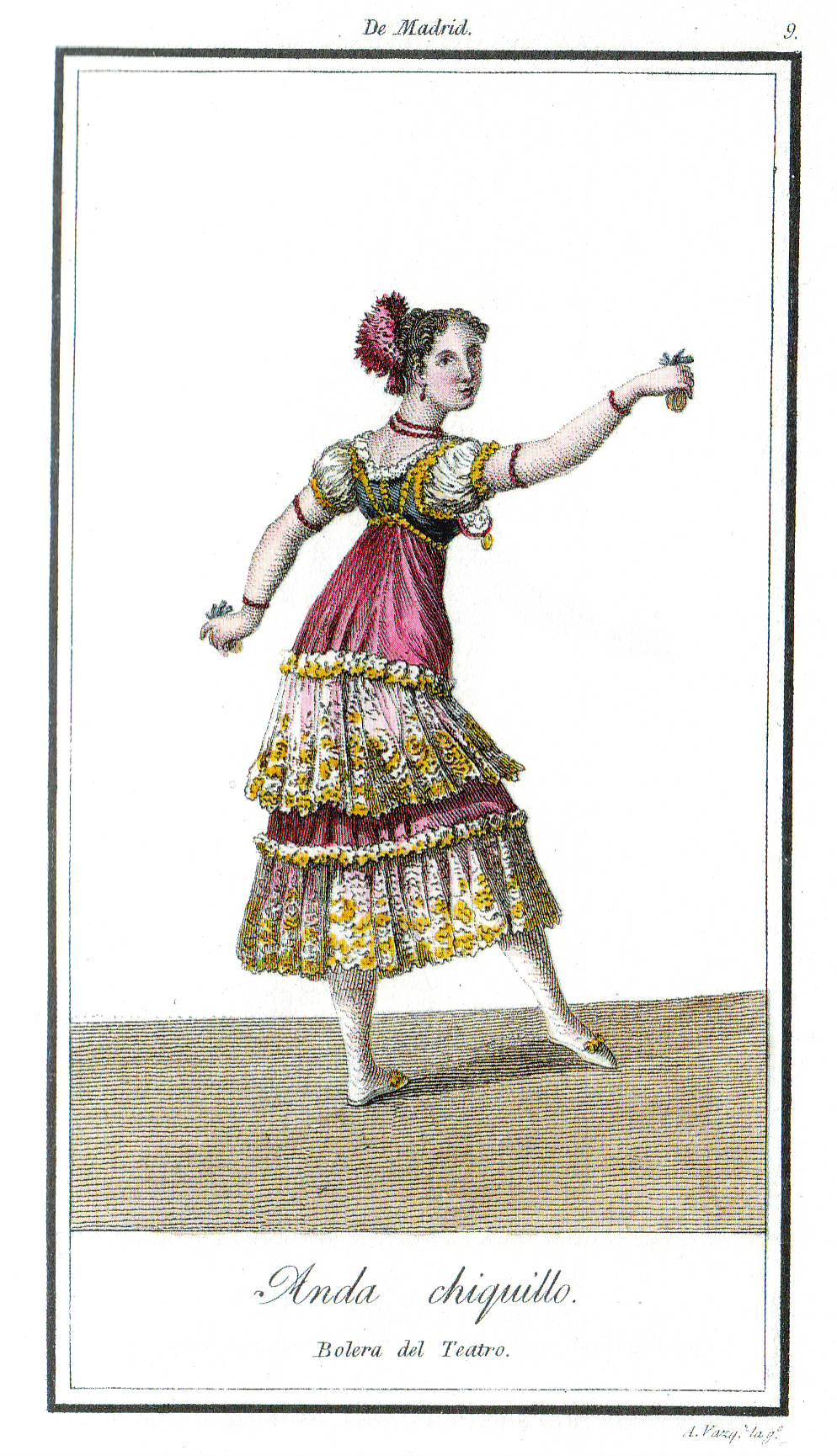
La bolera del teatro.
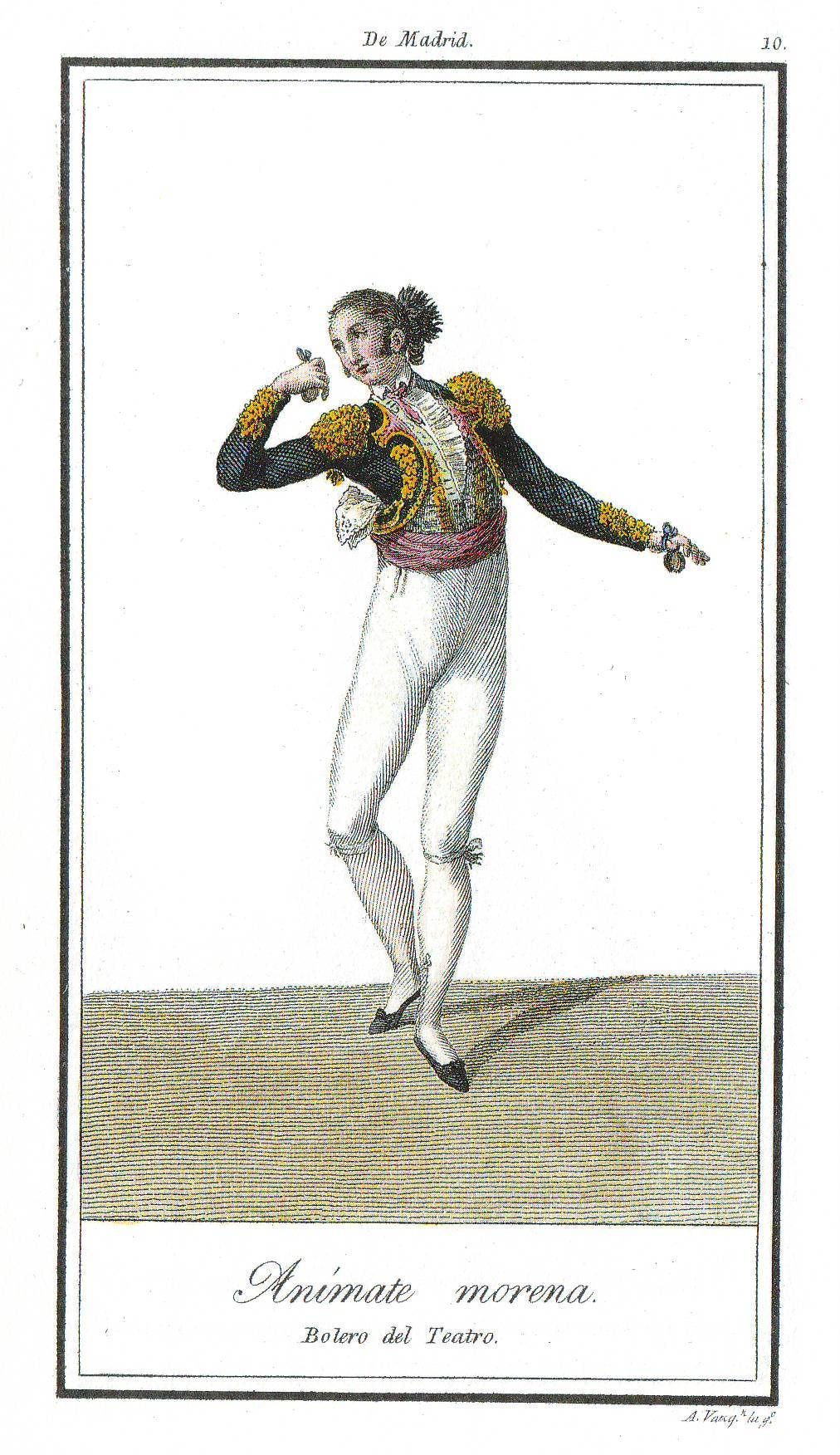
El bolero de teatro.
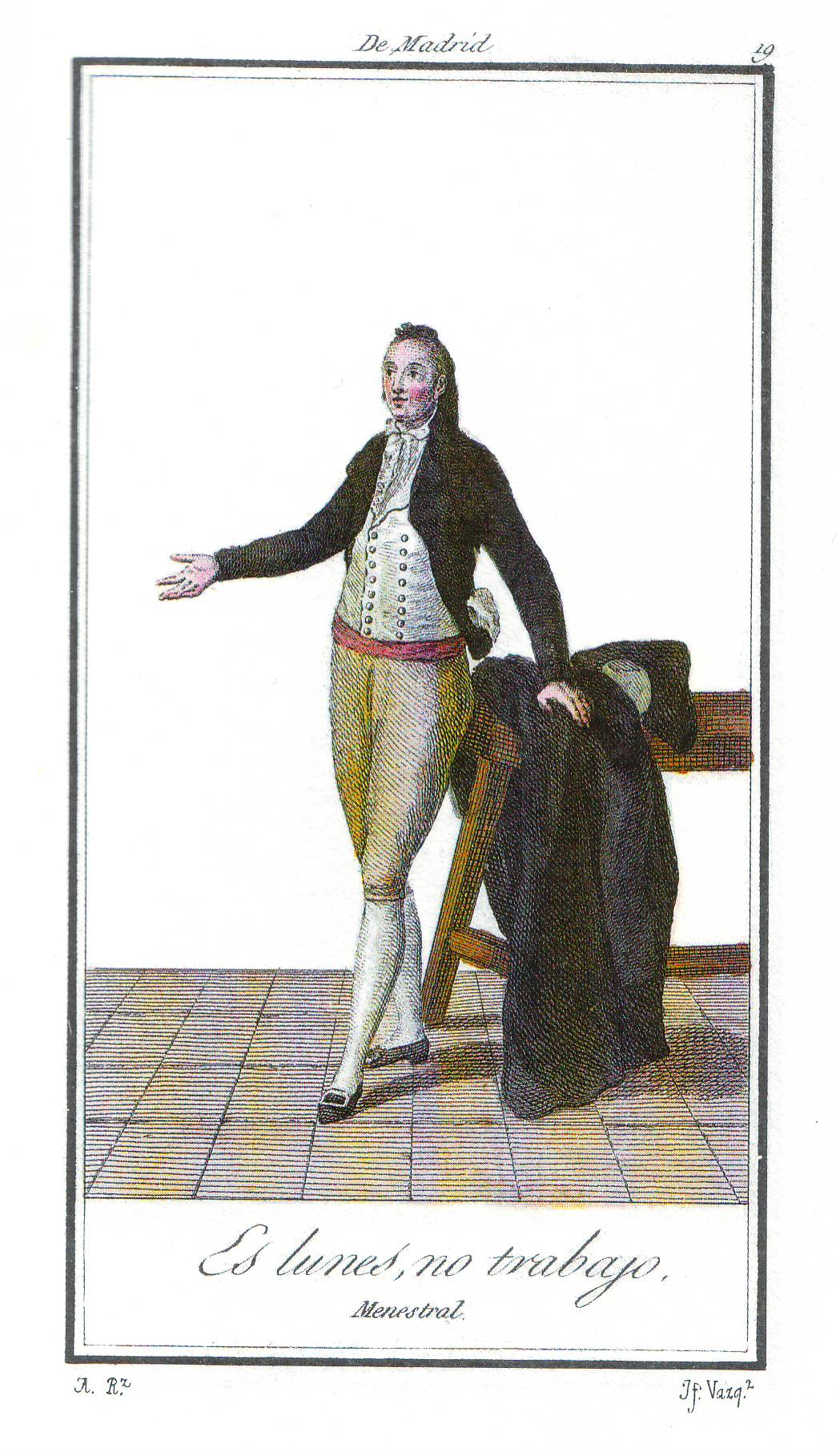
El menestral
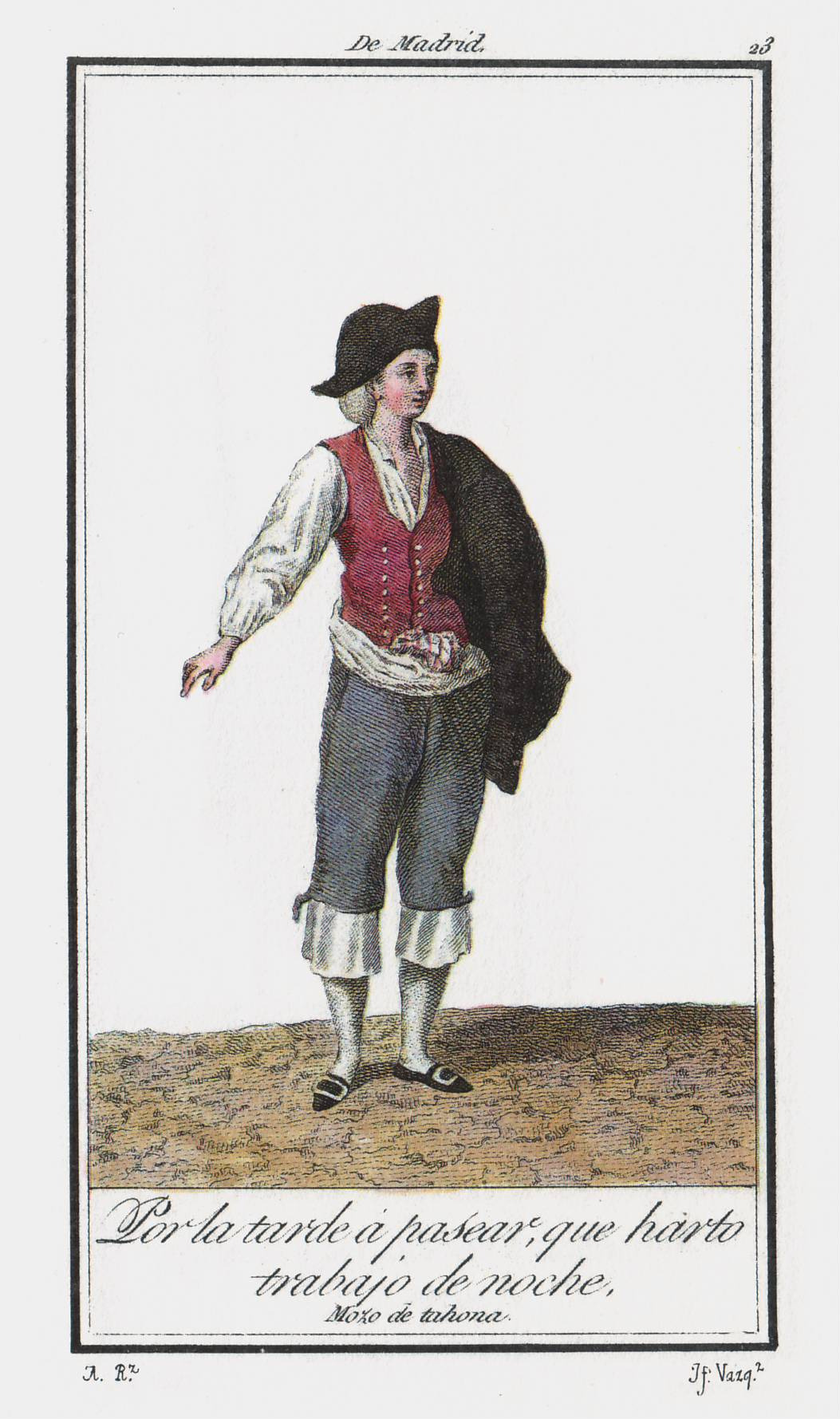
El mozo de tahona

Antonio Rodríguez colaboró también, siempre como dibujante, con las ilustraciones de las Fábulas en verso de Félix María Samaniego (1804) y proporcionó los dibujos anatómicos de cuerpo completo para la edición del tratado de Varia conmensuración de Juan de Arfe y Villafañe en la edición corregida y anotada por José Asensio y Torres (1806). Con Pedro Nolasco Gascó firmó los diez grabados reunidos en la Colección de estampas que representan la clase y porte de los buques de guerra que componen la Marina Real de España, por dibujos de Agustín Berlinguero, alférez de fragata y «actual maestro delineador de la academia de Pilotos del departamento de Cartagena», puesta en venta en dos series de cinco, de la que se anunciaba la primera en la Gaceta de Madrid del 25 de septiembre de 1807, y la segunda en la del 19 de enero de 1808.
En 1819 retornó a Valencia para solicitar de la Academia de San Carlos su reconocimiento como individuo de mérito, un reconocimiento que se vio retrasado hasta 1823, poco antes de fallecer en Madrid.